# A Moody Christmas
A Moody Christmas ist eine australische Comedy-Fernsehserie. Sie handelt von Dan Moodys Abenteuern. Dieser kehrt nach Hause zurück, um Weihnachten mit seiner dysfunktionalen Familie zu verbringen.
Von Oktober bis Dezember 2012 wurde die Serie erstmals auf ABC1 gezeigt. Gedreht wurde die Serie hauptsächlich in Sydney. Jede Episode ist eine halbe Stunde lang und beschreibt den ersten Weihnachtstag der Familie Moody in sechs verschiedenen Jahren.
Trent O’Donnell und Phil Lloyd hatten die Idee zu der Serie und schrieben das Drehbuch. Trent O’Donnell führte die Regie. Andy Walker produzierte die Serie.
Ein Ableger, The Moodys, wurde ab dem 5. Februar 2014 auf ABC ausgestrahlt. Die achtteilige Serie begleitet die Familie Moody durch die Feierlichkeiten eines Jahres, darunter Ostern und Bridgets 40. Geburtstag. Der Ableger wurde im Frühjahr 2014 in den USA auf Hulu ausgestrahlt.
Eine amerikanische Version von A Moody Christmas wurde im August 2013 angekündigt. Am 21. Oktober 2019 wurde bekannt gegeben, dass die Serie mit dem Titel Weihnachten bei den Moodys (The Moodys) am 4. Dezember 2019 im US-amerikanischen Fernsehen ausgestrahlt wird.

## Episodenliste
| Nr. | Deutscher Titel | Originaltitel                  | Erstausstrahlung Australien | Deutschsprachige Erstausstrahlung (—) | Regie           | Drehbuch                     |
| --- | --------------- | ------------------------------ | --------------------------- | ------------------------------------- | --------------- | ---------------------------- |
| 1 | —               | Separate Seats                 | 31. Okt. 2012               | —                                     | Trent O’Donnell | Trent O’Donnell & Phil Lloyd |
| Nachdem ihn seine Freundin am Flughafen verlassen hat, kehrt Dan zum ersten Mal seit seinem Umzug allein nach Sydney zurück. Deprimiert und ohne einen Verbündeten, mit dem er seine überhebliche Familie ertragen kann, wird Dans Tag immer schlimmer. Nur das Kennenlernen von Cora, der neuen Freundin seiner Cousine, kann seinen Tag noch retten. |                 |                                |                             |                                       |                 |                              |
| 2 | —               | Operation Sex Via the Homeless | 7. Nov. 2012                | —                                     | Trent O’Donnell | Trent O’Donnell & Phil Lloyd |
| Dan kommt Heiligabend nach Hause und sieht, dass die Moodys zu Carols by Candlelight gehen (australische Weihnachtstraditon, in der im Park Weihnachtslieder gesungen werden), um Terry singen zu sehen. Auf Grund seiner Trennung von Dashenka bricht Terry auf der Bühne zusammen. Maree wünscht sich ein bedeutungsvolleres Weihnachtsfest. So schleppt sie Dan am nächsten Morgen in ein Obdachlosenheim, wo sie und Cora sich ehrenamtlich engagieren. Dan und Cora finden nach ihrem Kuss im letzten Jahr wieder zusammen. Später macht Dan einen Fauxpas mit einer obdachlosen Frau, Linda. Um Wiedergutmachung zu leisten lädt er diese anschließend zum Mittagessen ein. Maree hat auch ihren Kollegen Chris eingeladen. Sie hofft, dass ihre Familie beim Mittagessen nicht vor einem Fremden zu streiten beginnt. Der Tag endet mit der schockierenden Entdeckung, dass Linda all die Geschenke unter dem Weihnachtsbaum der Moodys gestohlen hat. „So viel zur Weihnachtsstimmung“, grummelt Kevin. Er ahnt nicht, dass die Geschenke Weihnachten für Linda und ihre Kumpels zu einem unvergesslichen Erlebnis gemacht haben.                                                     |                 |                                |                             |                                       |                 |                              |
| 3 | —               | Decapod Crustaceans            | 14. Nov. 2012               | —                                     | Trent O’Donnell | Trent O’Donnell & Phil Lloyd |
| Dan landet mit Cora am Flughafen. Er erfährt, dass Bridget und Roger sich getrennt haben. Roger hatte sein Coming-out und ist jetzt mit Marees Kollegen Chris zusammen. Bridget verlangt von Dan das geheimzuhalten, da sie und Roger vorgeben, zusammen zu sein, um ihr Gesicht zu wahren und Bridgets Adoptionspläne zu verwirklichen. Kevin versucht Sean davon zu überzeugen, in das Familienunternehmen einzusteigen. Seans Kumpel Scott, der ebenfalls ein Gast beim Weihnachtsessen ist, verliebt sich in Maree. Kevin erleidet einen Herzinfarkt. |                 |                                |                             |                                       |                 |                              |
| 4 | —               | I’m Walt Roskow                | 21. Nov. 2012               | —                                     | Trent O’Donnell | Trent O’Donnell & Phil Lloyd |
| Dan wird von seinem Vater am Flughafen abgeholt. Bridget hat einen neuen Verehrer gefunden, Elliot, einen sanftmütigen Kerl, der 20 Jahre älter ist als sie. Terry hat auch ein neues Liebesinteresse: Irene, die russische Krankenschwester, die Kevin nach seinem Herzinfarkt im Krankenhaus betreut hat. Als Coras Exfreund Hayden ein Foto von Dan und Cora findet, die sich in London küssen, bricht die Hölle los. Er hinterlässt Dan mit einer blutigen Nase und einer mehr als zweifelhaften Beziehung zurück. |                 |                                |                             |                                       |                 |                              |
| 5 | —               | Water Under the Bridge         | 28. Nov. 2012               | —                                     | Trent O’Donnell | Trent O’Donnell & Phil Lloyd |
| Dan kommt am Weihnachtsmorgen mit seiner selbstbewussten neuen Freundin Patience in seinem alten Zuhause an. Patience ist ein Model, das er durch die Arbeit kennengelernt hat. Hayden und Cora sind wieder zusammen. In der Zwischenzeit wird Seans Plan, Peggy einen Heiratsantrag zu machen, von Onkel Rhys unterbrochen. Dieser ist nach seiner Entlassung aus dem Gefängnis gekommen, um im Rahmen seiner Rehabilitation Wiedergutmachung zu leisten. Bridget plant noch immer ein Kind mit Roger zu adoptieren. Die beiden wollen die Verantwortlichen glauben lassen, dass ein Paar sind, indem sie ihnen Fotos von gemeinsamen Familienfeiern schicken. Im Auto steigen die Spannungen zwischen Cora, Dan und Hayden. Als sie dann das Pflegeheim erreichen, wird die Oma vermisst! Patience führt Karaoke für die Bewohner auf, während die anderen drei sich auf die Suche nach der Oma begeben. Cora und Dan beschließen Freunde zu bleiben und keine romantische Beziehung zu führen. Dan findet Oma schließlich im nahegelegenen Bowlingclub. Sie gesteht, dass sie manchmal ein Jahr Auszeit von den Moodys braucht, und Dan kann dem kaum widersprechen.                       |                 |                                |                             |                                       |                 |                              |
| 6 | —               | Last Minute Airfare            | 5. Dez. 2012                | —                                     | Trent O’Donnell | Trent O’Donnell & Phil Lloyd |
| Nachdem Dan erklärt hat, dass er dieses Jahr zu Weihnachten nicht zu Hause sein wird, erhält Dan eine SMS von Cora. Cora teilt Dan mit, dass sie ihn bei sich haben möchte. Dan eilt zurück in seine Heimat. Zu Hause lernt er Max kennen, Bridgets 8-jährigen Adoptivsohn. Dieser redet wie ein Erwachsener und Sean hat eine seltsame Konkurrenz-Rivalität mit ihm. Onkel Terry ist verlegen, als sich herausstellt, dass sein Date Oksana eine Eskorte ist. Kevin ist begeistert, endlich (nur sechs Jahre später!) das neue Schwimmbad als sein Weihnachtsgeschenk enthüllen zu können. Roger bringt Chris zum Mittagessen mit und Bridget stellt fest, dass Roger nicht sicher ist, ob er heiraten möchte. Seans neues Geschäft ‚Dying High Funeral Fireworks‘ sorgt für Aufsehen. Als Dan Cora gerade seine Gefühle gestehen möchte, entdeckt er, dass es zu spät ist: Hayden und Cora sind verlobt. Nachdem Dan und Sean ein mitreißendes Gitarrenduett für die Familie aufführen, endet der Tag traurig. Oma stirbt – und fällt in den Pool. Bei ihrer Beerdigung hat Sean ihre Asche in Feuerwerkskörper gepackt. Dan ist wieder am Flughafen... als er unerwarteten Besuch bekommt. |                 |                                |                             |                                       |                 |                              |

## Trivia
- Das Moody House befand sich in 31 Reserve St. Denistone.